# ランティスの缶詰 by Nico Nico Artists
『ランティスの缶詰 by Nico Nico Artists』（ランティスのかんづめ バイ・ニコニコアーティスツ）は、ニコニコ動画で人気の歌い手が参加したアルバム。2008年4月9日にLantisより発売された。

## 概要
ニコニコ動画とランティスの公式コラボレーション企画第二弾アルバム。動画共有サイト「ニコニコ動画」において人気の歌い手9人が歌唱している。前作ランティス組曲と違い、個々の個性を最大限生かしたものとなっている。前作に出演していたゴム・ゼブラ・ガゼルが出ていないが今作は新たに雌豚が参加している。
ジャケットは前作同様ニコニコ動画の動画ページを基調としたイラストで、各歌い手を自動販売機に例えたものになっている。
曲は著作権等の都合によりランティス側が用意した一覧から歌う、という形をとっている。
判明している範囲では、Jは歌いたい曲をしっかり歌っており、Re:は本来別の曲を歌いたかったらしい(JRの○○語るラジオより)。Re:いわく、当初はランティス側からもらった一覧に知っている曲が全く無く、唯一知っていた妖精帝國の「Valkyrja」を選んだ。しかし結局Valkyrjaの許可が下りず、ランティス側から『妖精帝國ならこれ歌えますよ』と薦められて「鮮血の誓い」になった。
サリヤ人も一覧に全く知っている曲が無く、ランティス側から薦められて「ディアノイア」を歌った(さりぶろぐより)。
このように必ずしも“歌い手が歌いたい曲”を歌っているわけではないが、レコーディングは歌い手がかなり自由にやらせてもらいつつ、アドバイスも受けながらのため、各歌い手はランティスに感謝の意を述べている。

## 参加者
J
nayuta
Re:（れ）
のど飴
A姉
yonji
社長
サリヤ人
雌豚
通称「雌豚閣下」。浜崎あゆみ等のモノマネが上手い。

## 収録曲
1. Rumbling Hearts （METAL of Rumbling Hearts）[5:48]
JR(J・Re:)
  - 栗林みな実、君が望む永遠 OP、アニメ版ED1
2. まっがーれ↓スペクタクル [3:45]
  - 小野大輔、涼宮ハルヒの憂鬱）

社長
3. 鮮血の誓い [4:13]
  - 妖精帝國、錬金3級 まじかる?ぽか〜ん）

Re:
4. ディアノイア [5:19]
  - riya、最終試験くじら

サリヤ人
5. Once&Forever [4:37]
  - GRANRODEO、マブラヴ オルタネイティヴ

J
6. 暁に咲く詩 [4:48]
  - CooRie、D.C.S.S. 〜ダ・カーポ セカンドシーズン〜）

nayuta
7. シカイダーの唄 [4:17]
  - 白石稔／らき☆すた

yonji
8. Faze to love [4:21]
  - 橋本みゆき、ガンパレード・オーケストラ

A姉
9. 慟哭ノ雨 [3:47]
  - GRANRODEO、恋する天使アンジェリーク〜かがやきの明日〜

のど飴
10. 三十路岬 [4:14]
  - 小神あきら（今野宏美）、らき☆すた）

雌豚
11. INSANITY [3:58]
  - 奥井雅美、マブラヴ オルタネイティヴ トータル・イクリプス

Jポーク♀(J・雌豚)
12. Rumbling Hearts（METAL of Rumbling Hearts）　カラオケ
13. Jのおまけボイスメッセージ
14. 社長のおまけボイスメッセージ
15. Re:のおまけボイスメッセージ
16. サリヤ人のおまけボイスメッセージ
17. nayutaのおまけボイスメッセージ
18. yonjiのおまけボイスメッセージ
19. A姉のおまけボイスメッセージ
20. のど飴のおまけボイスメッセージ
21. 雌豚のおまけボイスメッセージ

## 参加ミュージシャン(M-1)
- 瀧田イサム（Bass）
- 長井"VAL"一郎（Drum）
- 藤沢健至（Guitar）
- Iberico.B（Keyboards）
- psycho（Arrange）

## クレジット
- 斎藤滋（Producer）Lantis
- 齋藤光二（Producer）Dwango
- 白井康裕（Engineer）M-1.2.3.4.5.8
- 森田信之（Engineer）M-6.10.11
- 守屋勝美（Engineer）M-9
- 関朋充（Engineer）M-7
- Magic Garden（Studio）
- GREEN BIRD（Studio）
- 小島冬樹（Design Engineer）Lantis
- 小野真季子（Artdirection/Design）Planet link
- 甲斐顕一（Dwango Music Publishing）Business Affairs
- 松村起代子（Promotion in chief）
- 鈴木めぐみ（Promotion leader）
- 岩下由希恵（Promotion）Lantis
- 渡邊泰仁（Promotion）Lantis
- 杉谷恵美（Sales promotion）Lantis
- 山崎彩（A&R desk）Lantis
- 濱田邦子（A&R desk）Lantis
- 臼倉竜太郎（Assistant）Lantis
- ショッカーあうと
- しなもん（下僕）
- すもいくん
- 加藤雅彦
- 神庭秦
- 黒田健太郎
- 福士和宏
- 伊藤善之（Supervisor）dwango
- 太田豊紀（Supervisor）dwango
- 井上俊次（Executive producer）Lantis